# Дитрих, Петер
Пе́тер Ди́трих (нем. Peter Dietrich; родился 6 марта 1944 года) — немецкий футболист, играл на позиции полузащитника.

## Биография
Свою футбольную карьеру Дитрих начал в 19 лет, играл в региональных командах «Ной-Изенбург» и «Ингольштадт». В 1966 году его пригласили в только что вышедший в Бундеслигу клуб «Рот-Вайсс Эссен», с которым Дитрих заключил свой первый профессиональный контракт. Хотя после первого сезона его клуб покинул лигу, сам Петер продолжил карьеру в клубе «Боруссия» из Мёнхенгладбаха. Дитрих сразу стал одним из ключевых игроков в команде Хеннеса Вайсвайлера, играл почти всегда, когда был здоров. Он дважды стал с «Боруссией» чемпионом Германии: в 1970 и 1971 годах. За «Боруссию» в Бундеслиге Дитрих сыграл 103 матча и забил 14 голов.
В 1971 году, после второй подряд победы в чемпионате Германии, Дитрих за 250 тыс. марок перешёл в бременский «Вердер». Там его преследовали одна за другой травмы, из-за чего на прежний уровень он уже не вышел, сыграв за пять лет всего 82 матча, в которых забил 7 голов. В 1976 году Дитрих завершил профессиональную карьеру, доигрывал в любительской команде из Франкфурта-на-Майне.
9 мая 1970 года Дитрих дебютировал в составе национальной сборной ФРГ, приняв участие в товарищеском матче со сборной Ирландии. Этот матч так и остался единственным для него в сборной. В том же году он был включён в заявку немецкой команды на чемпионат мира в Мексике, где Германия заняла третье место. На турнире он всё время оставался в запасе и не сыграл ни в одном из матчей.
После завершения игровой карьеры Дитрих поселился в Баварии, вместе с женой Ингрид он открыл спортивный магазин в коммуне Обераудорф.

## Достижения
- Чемпион Германии — 1970, 1971

## Статистика по сезонам в Бундеслиге
| Сезон     | Команды         | Матчи | Голы |
| --------- | --------------- | ----- | ---- |
| 1966/1967 | Рот-Вайсс Эссен | 28    | 3    |
| 1967/1968 | Боруссия М      | 32    | 1    |
| 1968/1969 | Боруссия М      | 10    | 2    |
| 1969/1970 | Боруссия М      | 33    | 5    |
| 1970/1971 | Боруссия М      | 28    | 3    |
| 1971/1972 | Вердер          | 8     | 2    |
| 1972/1973 | Вердер          | 20    | 4    |
| 1973/1974 | Вердер          | 32    | 1    |
| 1974/1975 | Вердер          | 12    | 0    |
| 1975/1976 | Вердер          | 10    | 0    |
| 1966—1976 | Итого           | 213   | 21   |